# Pawelekville
Pawelekville – obszar niemunicypalny w hrabstwie Karnes, w Teksasie, w Stanach Zjednoczonych. W 2014 był zamieszkany przez 110 osób.

## Historia
Osada została założona przez śląskich imigrantów. Przed 1947, była nazywana Carvajal Crossing, po pobliskim brodzie o tej samej nazwie, znajdującym się nad potokiem Cibolo. Później nazwa osady została przemianowana na Pawelekville, na cześć rodziny Pawelek.
W 1990, osada posiadała małą ilość domów, znajdujących się wokół kilku biznesów, które obsługiwały lokalną społeczność rolniczą. Pomiędzy 1964 i 1965, Pawlekville liczyło 65 mieszkańców. Pomiędzy 1970 i 2000, liczba ludności była szacowana na 105. W 2014 Pawelekville było zamieszkane przez 110 osób.

## Źródła
1. ↑  78113. unitedstateszipcodes.org. (ang.).
2. ↑  Martyna Słowik, Zbigniew Rokita, W Teksasie godej po ślonsku. Mieszkańcy Płużnicy Wielkiej przenieśli swoją wioskę do Ameryki [online], wyborcza.pl, 4 października 2021 (pol.).
3. ↑  Jerzy Andrzej Klichta: Dzieje Śląska "pod strzechy", czyli O cudzie nad Odrą. 2004, s. 23. ISBN 83-919027-1-4.
4. ↑  Carol Sowa: Polish immigrants follow priest's call to Texas. satodayscatholic.org. (ang.).
5. 1 2  Robert H. Thonhoff: Pawelekville, TX. tshaonline.org. (ang.).